# Foot in Mouth
Foot in Mouth är ett livealbum från 1997 av poppunkbandet Green Day.

## Låtlista
1. "Going to Pasalacqua" - 3:52
2. "Welcome to Paradise" - 3:40
3. "Geek Stink Breath" - 2:17
4. "One of My Lies" - 2:20
5. "Stuck With Me" - 2:31
6. "Chump" - 2:33
7. "Longview" - 3:33
8. "2000 Light Years Away" - 2:36
9. "When I Come Around" - 2:42
10. "Burnout" - 2:24
11. "F.O.D." - 2:25